# Cassiterite
La cassiterite SnO2 è un minerale appartenente alla classe degli Ossidi, nello specifico al gruppo del rutilo XO2; chimicamente è un biossido di stagno.

## Storia
Il nome della cassiterite deriva dal nome greco dello stagno, Κασσίτερος (kassíteros), ed è stato introdotto dal mineralogista francese François Sulpice Beudant nel 1832; il minerale era tuttavia già noto più di 5000 anni fa, in piena età del bronzo. Sebbene data e luogo della scoperta dello stagno e quindi della cassiterite siano dubbi, si ipotizza che questa sia stata uno dei primi litotipi ad essere noti all'uomo. Fu citata da Plinio nella sua Naturalis Historia. Doveva essere nota anche ai Greci, che avevano dato il nome di Cassiteridi ad alcune isole, attualmente di dubbia identificazione, ricche di questo minerale.

## Abito cristallino
Prismatico, talora bipiramidale, più raramente allungati e sottili con i prismi striati verticalmente, botrioidale, massivo.

## Origine e giacitura
Il minerale si trova generalmente nei giacimenti pegmatitici, granitici, o in rocce magmatiche, intrusive dette greisen, o in filoni idrotermali di media ed alta temperatura, o in depositi alluvionali. I maggiori giacimenti mondiali sono depositi alluvionali in Thailandia, Malesia, Indonesia e Russia, ma anche in Bolivia e Repubblica Ceca sotto forma di vene mineralizzate.

## Forma in cui si presenta in natura
Si presenta in cristalli geminati, specialmente quelli originati dal contatto delle facce delle bipiramidi, che gli fa prendere la forma ricurva, per cui, a causa della loro somiglianza a dei becchi uncinati di uccelli sono chiamati "becchi di stagno". Inoltre si presenta in ciottoli arrotondati o in masse che ricordano i fagioli o gli acini di uva; talvolta si rinviene anche in masse fibroso raggiate di color ligneo che vengono chiamate "legni di stagno".

## Utilizzi
Essendo il minerale principale dello stagno, viene commercialmente utilizzato per estrarre questo metallo impiegato poi per produrre il bronzo ed altre leghe speciali e per fare le saldature.

## Come riconoscere la cassiterite
Un test per riconoscere la cassiterite da minerali simili consiste nell'immergere il minerale nell'acido cloridrico insieme a frammenti di zinco: così facendo l'idrogeno farà ridurre lo stagno a stagno metallico, che si riconoscerà per il suo colore argenteo.

## Caratteristiche chimico-fisiche
Il minerale viene lentamente attaccato dagli acidi.
- Peso molecolare: 150,71 grammomolecole[3]
- Indice densità di elettroni: 6,26 g/cm³[3]
- Indici quantici[3]:
  - fermioni: 0,13
  - bosoni: 0,83
- Indici di fotoelettricità[3]:
  - PE: 247,66 barn/elettrone
  - ρ: 1550,92 barn/cm³
- Indice di radioattività: GRapi: 0 (il minerale non è radioattivo)[3]

## Località di ritrovamento
- In Europa: Erzbirge sita tra Sassonia e Boemia; Cornovaglia in Gran Bretagna; Panasqueira in Portogallo;[3]
  - In Italia: nel granito di Baveno; nelle pegmatiti dell'Alto Adige; Isola d'Elba, ma più abbondante nella miniera di Monte Valerio (Campiglia Marittima) in Toscana;[3]
- Resto del Mondo: Bolivia; Repubblica Democratica del Congo; Ruanda; Malaysia;[3] Lavra Jabuti in Brasile; Sumatra ed Australia.[4]